# 聖橋 (肥後国)
聖橋（ひじりばし）は熊本県山都町、緑川の一支流笹原川に架かる、江戸時代後期にできた石橋。

## 概要
種山石工の一人、岩永三五郎の作。彼の作品の中では径間が最も大きく、代表作のひとつに数えられる。7か月の工期を得て天保3年（1832年）完成。はじめから欄干がなく質素だが、建設当時としては大きい橋だった。当初は男成川眼鏡橋という名だったが、下流にある聖滝に因み弘化4年（1847年）現在の名称になった。当時の街道、日向往還にあり、現在は国道218号沿いにある。昭和12年（1937年）、隣にある鉄筋コンクリート製の橋の拡張工事にあたって取り崩すこととなり一部が壊されたが、保存を求める声が上がり聖橋の撤去は中止され、一部取り崩された状態で50年以上放置された。復元の声に応える形で、平成3年（1991年）旧矢部町の文化財に指定され、平成11年（1999年）、総工費3,600万円で取り崩された部分の仮修復を行い建設当時の姿に戻った。ただし、一度は崩しかけた橋で修復も仮であるため使用するには強度が不十分である。そのため、現在は入り口をガードレールで遮り渡れないようになっている。
- 全長35.0m
- 幅5.0m
- 高さ12.0m
- 径間19.9m